# Список символических лент
Ниже приведён список символических лент (символическая, или уведомляющая ленточка, от англ. Awareness ribbon) — небольшой кусок ленты, сложенный в петлю; используется для демонстрации отношения носителя ленты к какому-либо вопросу или проблеме, выражения поддержки какому-либо общественному движению. Значение ленты зависит от её цвета (или цветов), при этом один и тот же цвет может означать разные вещи, и наоборот, одна и та же проблема может отмечаться разными цветами. Как правило, ленту носят в знак знакомства с проблемой и признанием необходимости менять ситуацию.

## Цвета и их значения
| Лента                                                         | Цвет                            | Значения |  |
| ------------------------------------------------------------- | ------------------------------- | --- |  |
| Белая лента                                                   | Белая лента                     | - В защиту традиционной семьи - Проблема множественных экзостозов - Проблема защиты женщин от насилия (см. также Woman’s Christian Temperance Union) - Проблема безопасного материнства (см. также Woman’s Christian Temperance Union) - В защиту Олега Щербинского и против произвола машин с «мигалками» на дорогах - Проблема самоубийств подростков-геев - Символ протестного движения, связанного с выборами в Государственную думу в 2011 году |  |
| Лента цвета зебры                                             | Лента цвета зебры               | - Проблема редких заболеваний - Проблема карциноидной опухоли и нейроэндокринной опухоли - Проблема синдрома Элерса — Данлоса |  |
| Yellow ribbon                                                 | Жёлтая лента                    | - Проблема опухоли кости / остеосаркомы - Проблема самоубийств и их предупреждение - Проблема эндометриоза - Против ономастического зуда в Казахстане - В Эстонии — знак поддержки похищенных в Ливане эстонских туристов - Протесты в Гонконге в 2014 году - Память о корейском лайнере «Севоль», затонувшем 16 апреля 2014 года - В США и Канаде — традиционный символ поддержки вооружённых сил, особенно развёрнутых за рубежом и участвующих в боевых действиях - Солидарность с политическими заключёнными в Каталонии (Испания) с октября 2017 - Символ гражданского сопротивления российской оккупации на временно оккупированных территориях Украины во время полномасштабного вторжения России в Украину 2022 г. - Символ борьбы с удержанием израильских заложников в Газе во время войны между Израилем и ХАМАС в 2023 году |  |
|                                                               | Жёлто-красная лента             | - Проблема гепатита C |  |
| Puzzle ribbon                                                 | Мозаичная лента                 | - Проблема аутизма |  |
| Облачная лента                                                | Облачная лента                  | - Проблема врождённой грыжи диафрагмы |  |
| Серо-синяя лента с алой точкой                                | Серо-синяя лента с каплей крови | - Проблема сахарного диабета 1-го типа |  |
| Синяя лента                                                   | Синяя лента                     | - Проблема мальформации Арнольда — Киари (бирюзово-синий с серой молнией) - Проблема туберозного склероза - Проблема торговли людьми и сексуального рабства (морской синий) - Проблема синдрома Стивенса — Джонсона - Проблема злокачественных новообразований толстой кишки - Electronic Frontier Foundation: Проблема свободы слова в Интернете. Символ национального флешмоба на Украине в поддержку газеты и сайта «Вести», журнала «Вести. Репортер» и Радио Вести, которые в 2014 году подвергались давлению со стороны органов власти. - Национальная неделя без курения в Канаде - Blue Ribbon Coalition: Ответственное использование государственных земель во благо всех любителей активных форм отдыха - Проблема гидранэнцефалии - Проблема синдрома хронической усталости - Проблема миальгического энцефаломиелита - Градозащитное движение Санкт-Петербурга (солидарность с противниками Охта-центра и защитниками небесной линии Санкт-Петербурга, в 2017 году — лента сторонников сохранения музея-памятника «Исаакиевский собор» в прежнем формате) |  |
| Light Blue ribbon                                             | Голубая лента                   | - Проблема насилия над детьми (в виде твёрдых браслетов носится представителями пропагандистских организаций или выжившими после насилия над детьми в память о жертвах) - Проблема рака простаты (небесно-голубой) |  |
| Blue and yellow ribbon                                        | Голубая и жёлтая лента          | - Проблема синдрома Дауна |  |
| Blue and yellow ribbon UA · Blue and yellow ribbon Euromaidan | Ленты Евромайдана               | - В поддержку Евромайдана и проукраинских активистов - Использовалась активистами Евромайдана наряду с традиционной продольной жёлто-голубой лентой. Объединяет в себе флаги Украины и Евросоюза |  |
| Бело-красно-белая лента · Бело-красно-белая лента             | Бело-красно-белая лента         | - В поддержку Протестов в Белоруссии |  |
| Нефритовая лента                                              | Нефритовая лента                | - Проблема гепатита B и гепатоцеллюлярной карциномы |  |
| Джинсовая лента                                               | Джинсовая лента                 | - Проблема наследственных заболеваний (зачастую ошибочно воспринимается как предупреждение о редких заболеваниях, с отсылкой на то, что 80 % редких заболеваний имеют генетическое происхождение; однако 20 % редких заболеваний не имеют генетического происхождения) - Солидарность с «джинсовой революцией» |  |
| Purple ribbon                                                 | Фиолетовая лента                | - В поддержку евразийской интеграции и Евразийского союза - Кампания против домашнего насилия - Spirit Day и жертвы гомофобии - Против саркоидоза - Проблема волчанки - Проблема фибромиалгии - Проблема детской гемиплегии и паралича - В поддержку транс-женщин - Проблема муковисцидоза - Проблема болезни Альцгеймера - Проблема рака поджелудочной железы - Workers' Memorial Day - Лента организации March of Dimes |  |
| Лавандовая лента                                              | Лавандовая лента                | - Проблема эпилепсии - Проблема рака (всех видов) |  |
| Фиолетово-голубая лента                                       | Фиолетово-голубая лента         | - Проблема лёгочной гипертензии |  |
| Розово-голубая лента                                          | Розово-голубая лента            | - Пролайф - Проблема увечий гениталий у мужчин - Проблема воспалительного рака молочной железы - Проблема бесплодия - Проблема потери младенцев |  |
| Оранжевая лента                                               | Оранжевая лента                 | - Развёрнутая кампания ООН по проблеме насилия над женщинами. - Энергетические проблемы в Нигерии - Епископальная сетевая работа по благотворительности в пользу животных - «Kidney Cancer Association» - Проблема синдрома дефицита внимания и гиперактивности - Проблема комплексного регионального болевого синдрома - Солидарность с «оранжевой революцией» |  |
| Красная лента                                                 | Красная лента                   | - Проблема СПИДа - Проблема злоупотребления наркотиками: в американских школах проводятся недели красной ленты - Проблема васкулита - Проблема анорексии - Победа советского народа над фашистами - Протест против повышения пенсионного возраста в России |  |
| Серая лента                                                   | Серая лента                     | - Проблема диабета (более популярный символ — голубой круг, назначенный Международной федерацией диабета, «International Diabetes Federation») - Проблема рака мозга - Проблема астмы |  |
| Чёрная лента                                                  | Чёрная лента                    | - Память жертв сталинизма и нацизма - Траур и память о событиях в Виргинском политехническом институте - Проблема меланомы |  |
| Розовая лента                                                 | Розовая лента                   | - Проблема рака груди |  |
| Зелёная лента                                                 | Зелёная лента                   | - Солидарность с акциями протеста против вторжения России на Украину в 2022 году и «Бессрочной акцией протеста» в России - Антифрекинговое движение Украины «Зелёная лента» - Проблема детского церебрального паралича - За исследование старения - Проблема болезни Лайма - Проблема трансплантации органов и донорства органов - Проблема рака почек - Проблема митохондриальных заболеваний - За безопасность пешеходов - Проблемы психического здоровья |  |
| Сине-зелёная лента                                            | Сине-зелёная лента              | - Проблема сексуального насилия - Проблема синдрома поликистозных яичников - Проблема поликистоза почек - Проблема гинекологического рака - Проблема рака яичников - Проблема миастении - Проблема жертв цунами - Проблема врождённой грыжи диафрагмы - Проблема борьбы с издевательствами |  |
| Лиловая лента                                                 | Лиловая лента                   | - Проблема лимфомы Ходжкина |  |
| Золотая лента                                                 | Золотая лента                   | - Проблема детского рака |  |
| Серебряная лента                                              | Серебряная лента                | - Проблема неврологических заболеваний - Проблема рака яичников (в Австралии) |  |
| Бургундская лента                                             | Тёмно-красная лента             | - Поддержка инвалидов - Проблема амилоидоза |  |
| Красно-синяя лента                                            | Красно-синяя лента              | - В память о землетрясении 2010 года на Гаити и в честь восстановления после него |  |
| Красно-бело-синяя лента                                       | Красно-бело-синяя лента         | - Используется в Омахе в память о стрельбе в высшей школе Миллард Саут |  |
| Георгиевская ленточка                                         | Оранжево-чёрная лента           | - Память о победе СССР во Второй мировой войне в постсоветских странах; символ Георгиевской ленты, составляющей часть наградного знака. С 2005 года проводится акция «Георгиевская ленточка» - С 2014 года — символ пророссийских активистов разных стран, сторонников движения «Антимайдан», а также сторонников самопровозглашённых ДНР и ЛНР - С 2022 года — символ сторонников вторжения России на Украину |  |
| Чёрно-синяя лента                                             | Чёрно-синяя лента               | - Поддержка полиции |  |
| Ленточка Ленинградской Победы                                 | Оливково-зелёная лента          | - Оливково-зелёная лента в честь 65-й годовщины полного освобождения Ленинграда от нацистской блокады в годы Великой Отечественной войны; цвета отсылают к цветам колодки медали «За оборону Ленинграда» |  |